# Уйбатский чаатас

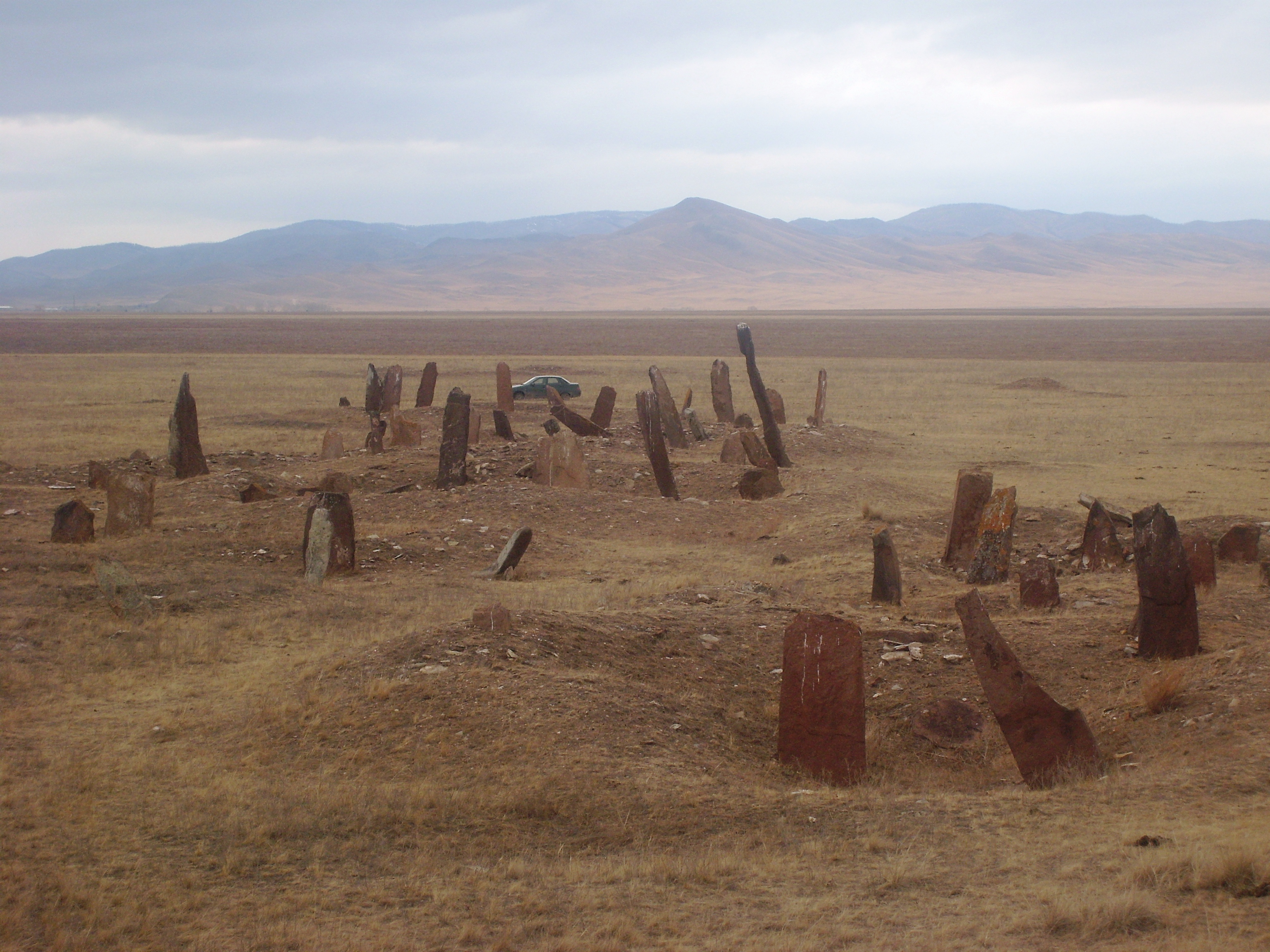
Уйбатский чаатас

Уйбатский чаатас — могильник в 6 км к юго-востоку от станции Уйбат в Республике Хакасии. Погребения датируются временем от III в. до н. э. до VII—VIII вв. н. э. Наиболее древние определены как относящиеся к тагарской культуре. Большинство принадлежат к таштыкской культуре.
При археологических раскопках 1936 и 1938 (С. В. Киселёв, Евтюхова Л. А. и др.) в погребениях таштыкской родоплеменной знати (I в. до н. э. — V в. н. э.) найдены портретные маски погребальные из гипса и терракоты, деревянная резная скульптура и многое др. В курганах енисейских кыргызов VII—VIII вв. эпохи становления у них феодальных отношений обнаружены деревянные резные фигурки баранов, обложенные листовым золотом, серебряный кувшинчик с орхоно-енисейской надписью и др.